# The best time 〜音楽×競馬が紡ぐ記憶〜
『The best time 〜音楽×競馬が紡ぐ記憶〜』（ザ ベストタイム おんがく けいばがつむぐきおく）は、フジテレビで2021年10月3日から放送されていたミニ番組。日本中央競馬会（JRA）の一社提供。

## 番組概要
毎回特定の1年に焦点を当て、その年流行した名曲に載せながら当該年の出来事、またその年に活躍した名馬（原則として放送日直近のGI競走の勝ち馬）を取り上げる。
シーズン制を採用しており、原則4月及び10月に1クール放送の体制をとっている。

## 出演者
- 古舘伊知郎

## 放送期間
- 第1期 2021年10月3日 - 12月26日 日曜 17:25 - 17:30（全13回）
- 第2期 2022年4月4日 - 6月27日 月曜 22:54 - 23:00（全13回）
- 第3期 2022年10月3日 - 12月26日 月曜 22:54 - 23:00（全13回）
- 第4期 2023年4月4日 - 6月27日 火曜 21:54 - 22:00（全13回）

## 放送リスト
| 放送回 | 放送日   | 年     | 曲                                       |
| ------ | -------- | ------ | ---------------------------------------- |
| 1      | 10月3日  | 1998年 | GLAY「誘惑」                             |
| 2      | 10月10日 | 2003年 | I WiSH「明日への扉」                     |
| 3      | 10月17日 | 1994年 | TRF「survival dAnce 〜no no cry more〜」 |
| 4      | 10月24日 | 2008年 | GReeeeN「キセキ」                        |
| 5      | 10月31日 | 2000年 | MISIA「Everything」                      |
| 6      | 11月7日  | 2001年 | Every Little Thing「fragile」            |
| 7      | 11月14日 | 1997年 | Le Couple「ひだまりの詩」                |
| 8      | 11月21日 | 2020年 | 瑛人「香水」                             |
| 9      | 11月28日 | 2001年 | B'z「ultra soul」                        |
| 10     | 12月5日  | 1993年 | 藤井フミヤ「TRUE LOVE」                  |
| 11     | 12月12日 | 1995年 | 大黒摩季「ら・ら・ら」                   |
| 12     | 12月19日 | 1999年 | 鈴木亜美「BE TOGETHER」                  |
| 13     | 12月26日 | 2006年 | 絢香「三日月」                           |

| 放送回（通算） | 放送日  | 年     | 曲                                  |
| -------------- | ------- | ------ | ----------------------------------- |
| 1（14）        | 4月4日  | 2007年 | GReeeeN「愛唄」                     |
| 2（15）        | 4月11日 | 2012年 | いきものがかり「風が吹いている」    |
| 3（16）        | 4月18日 | 2017年 | 三浦大知「EXCITE」                  |
| 4（17）        | 4月25日 | 1992年 | 米米CLUB「君がいるだけで」          |
| 5（18）        | 5月2日  | 2004年 | 平井堅「瞳をとじて」                |
| 6（19）        | 5月9日  | 2021年 | MAN WITH A MISSION「Remember Me」   |
| 7（20）        | 5月16日 | 2019年 | Official髭男dism「Pretender」       |
| 8（21）        | 5月23日 | 1991年 | 小田和正「ラブストーリーは突然に」  |
| 9（22）        | 5月30日 | 2013年 | AKB48「恋するフォーチュンクッキー」 |
| 10（23）       | 6月6日  | 2011年 | AI「ハピネス」                      |
| 11（24）       | 6月13日 | 2001年 | ゴスペラーズ「ひとり」              |
| 12（25）       | 6月20日 | 2009年 | FUNKY MONKEY BABYS「ヒーロー」      |
| 13（26）       | 6月27日 | 2006年 | 平原綾香「Jupiter」                 |

| 放送回（通算） | 放送日   | 年     | 曲                                       |
| -------------- | -------- | ------ | ---------------------------------------- |
| 1（27）        | 10月3日  | 2017年 | 乃木坂46「インフルエンサー」             |
| 2（28）        | 10月10日 | 2012年 | EXILE「Rising Sun」                      |
| 3（29）        | 10月17日 | 2020年 | YOASOBI「群青」                          |
| 4（30）        | 10月24日 | 1997年 | globe「FACE」                            |
| 5（31）        | 10月31日 | 1990年 | KAN「愛は勝つ」                          |
| 6（32）        | 11月7日  | 2011年 | いきものがかり「歩いていこう」           |
| 7（33）        | 11月14日 | 2007年 | コブクロ「蕾」                           |
| 8（34）        | 11月21日 | 2004年 | スキマスイッチ「奏」                     |
| 9（35）        | 11月28日 | 2018年 | MISIA「アイノカタチ feat.HIDE(GReeeeN)」 |
| 10（36）       | 12月5日  | 2008年 | Aqua Timez「虹」                         |
| 11（37）       | 12月12日 | 2010年 | TEE「ベイビー・アイラブユー」            |
| 12（38）       | 12月19日 | 2013年 | SEKAI NO OWARI「RPG」                    |
| 13（39）       | 12月26日 | 2019年 | King Gnu「白日」                         |

| 放送回（通算） | 放送日  | 年     | 曲／レース・勝ち馬                                                              |
| -------------- | ------- | ------ | ------------------------------------------------------------------------------- |
| 1（40）        | 4月4日  | 2014年 | 三代目 J Soul Brothers from EXILE TRIBE 「R.Y.U.S.E.I.」 桜花賞・ハープスター   |
| 2（41）        | 4月11日 | 1998年 | PUFFY「愛のしるし」 皐月賞・セイウンスカイ                                      |
| 3（42）        | 4月18日 | 1993年 | B'z「愛のままにわがままに僕は君だけを傷つけない 」 天皇賞（春）・ライスシャワー |
| 4（43）        | 4月25日 | 2015年 | 秦基博「ひまわりの約束」 天皇賞（春）・ゴールドシップ                           |
| 5（44）        | 5月2日  | 1997年 | 広末涼子「MajiでKoiする5秒前」 NHKマイルカップ・シーキングザパール              |
| 6（45）        | 5月9日  | 2011年 | 斉藤和義「やさしくなりたい」 ヴィクトリアマイル・アパパネ                       |
| 7（46）        | 5月16日 | 2006年 | 浜崎あゆみ「BLUE BIRD」 オークス・カワカミプリンセス                            |
| 8（47）        | 5月23日 | 2020年 | Official髭男dism「宿命」 日本ダービー・コントレイル                             |
| 9（48）        | 5月30日 | 2003年 | ケツメイシ「夏の思い出」 安田記念・アグネスデジタル                             |
| 10（49）       | 6月6日  | 2016年 | [Alexandros]「ワタリドリ」 エプソムカップ・ルージュバック                       |
| 11（50）       | 6月13日 | 2010年 | moumoon「Sunshine Girl」 宝塚記念・ナカヤマフェスタ                             |
| 12（51）       | 6月20日 | 2005年 | YUKI「JOY」 宝塚記念・スイープトウショウ                                        |
| 13（52）       | 6月27日 | 1991年 | LINDBERG「BELIEVE IN LOVE」 ラジオたんぱ賞・ツインターボ                        |

## スタッフ
- プロデューサー 永盛健之[1]
- 総合演出 神田真一[1]
- 制作協力 オフィスながも[1]